# Pseudoplesiops howensis
Pseudoplesiops howensis är en fiskart som beskrevs av Allen, 1987. Pseudoplesiops howensis ingår i släktet Pseudoplesiops och familjen Pseudochromidae. Inga underarter finns listade i Catalogue of Life.